# Cladocarpus flexuosus
Cladocarpus flexuosus is een hydroïdpoliep uit de familie Aglaopheniidae. De poliep komt uit het geslacht Cladocarpus. Cladocarpus flexuosus werd in 1900 voor het eerst wetenschappelijk beschreven door Nutting. 